# Christian Pereira
Christian Pereira est un acteur, auteur de théâtre et scénariste français.
Il est connu pour avoir joué dans le film Le Dîner de cons.

## Théâtre

### En tant que comédien
- Panique à Orly
- 1972-1973 : L'Avare de Molière, mise en scène Jacques Livchine, théâtre des Deux-Portes
- 1974 : Le Revizor de Nicolas Gogol, mise en scène Jacques Livchine, Espace Paris Plaine
- 1975 : La Résurrection de Maloupe de Christian Pereira (one-man-show), théâtre en Rond
- 1975 : La Confusion crée l'orgasme de Christian Pereira, mise en scène Guénolé Azerthiope, théâtre Mouffetard
- 1976 : Mourir ! Beau ? de Christian Pereira (one-man-show), théâtre Mouffetard
- 1977 : Mets ta mort de et mise en scène Christian Pereira, Café de la Gare
- 1979 : La Résistible Ascension d'Arturo Ui de Bertolt Brecht, mise en scène Jacques Échantillon, théâtre de Boulogne-Billancourt, tournée  : Arturo Ui
- 1980 : La Transatlantide de Christian Pereira, mise en scène Guénolé Azerthiope, Café de la Gare
- 1980 : Mesos de Christian Pereira (one-man-show), Cour des miracles
- 1981 : Le Bonheur des dames d'après Émile Zola, mise en scène Jacques Échantillon, théâtre de la Ville
- 1981 : Elle voit des nains partout de et mise en scène Philippe Bruneau, théâtre de la Gaîté-Montparnasse
- 1982 : Palomar et Zigomar de Delfeil de Ton, mise en scène Guénolé Azerthiope, Café de la Gare
- 1982 : Quoi qu'on fasse, on casse de Michael Frayn, mise en scène Jean Mercure, théâtre de la Ville
- 1983 : Le monde est petit, les pygmées aussi de Philippe Bruneau, théâtre du Splendid
- 1984 : Les Aventures de Dieu de François Cavanna, mise en scène Jacques Échantillon, théâtre Fontaine
- 1986-1987 : Hot House de Harold Pinter, mise en scène Robert Dhéry, théâtre de l'Atelier puis théâtre des Célestins
- 1987 : Le Directeur de théâtre de Wolfgang Amadeus Mozart, mise en scène Robert Fortune, théâtre du Châtelet
- 1988 : Baby Boom de Jean Vautrin, mise en scène Christian Rauth, théâtre de l'Atelier
- 1989 : Pièces détachées d'Alan Ayckbourn, Bernard Murat, théâtre de la Michodière : Victor
- 1990-1991 : Trois partout de Ray Cooney et Tony Hilton, mise en scène Pierre Mondy, théâtre des Variétés : Walter
- 1994 : Brèves de comptoir de Jean-Marie Gourio, mise en scène Jean-Michel Ribes, théâtre Tristan-Bernard
- 1995 : Panique au Plazza de Ray Cooney, mise en scène Pierre Mondy, théâtre Marigny
- 1996 : Temps variable en soirée d'Alan Ayckbourn, mise en scène Stéphan Meldegg, théâtre de la Renaissance
- 1998 : Une douche écossaise de Philippe Collas, Éric Villedary, mise en scène Muriel Mayette, théâtre des Bouffes-Parisiens
- 1999 : Les Nouvelles Brèves de comptoir de Jean-Marie Gourio, mise en scène Jean-Michel Ribes, théâtre Fontaine
- 2001 : Théâtre sans animaux de et mise en scène Jean-Michel Ribes, théâtre Tristan-Bernard
- 2003 : Jasper chez une dame de Christian Pereira, mise en scène Gil Galliot, théâtre du Rond-Point
- 2003-2005 : Des cailloux plein les poches de Marie Jones, mise en scène Stéphan Meldegg, théâtre La Bruyère, tournée
- 2005 : Le Butin de Joe Orton, mise en scène Marion Bierry, théâtre Fontaine
- 2006 : Fermeture définitive de Benjamin Bellecour et Pierre-Antoine Durand, mise en scène Stéphan Meldegg, théâtre La Bruyère
- 2007 : Œdipe à Colone de Sophocle, mise en scène Roger Planchon, tournée
- 2008 : La Maison du lac de Ernest Thompson, mise en scène Stéphane Hillel, théâtre de Paris, tournée
- 2009 : La Maison du lac de Ernest Thompson, mise en scène Stéphane Hillel, théâtre de Paris
- 2009-2010 : La Cage aux folles de Jean Poiret, mise en scène Didier Caron, théâtre de la Porte-Saint-Martin
- 2012 : Harold et Maude de Colin Higgins, mise en scène Ladislas Chollat, théâtre Antoine
- 2013 : Théâtre sans animaux de Jean-Michel Ribes, mise en scène Jean-Michel Ribes, Théâtre du Rond-Point, Théâtre national de Nice
- 2019 : Palace de Jean-Michel Ribes et Jean-Marie Gourio, mise en scène Jean-Michel Ribes, théâtre de Paris

### En tant qu'auteur
- La Résurrection de Maloupe
- Mourir ! Beau ?
- Pinkichunt
- Mets ta mort
- Mesos
- La Transatlantide
- Cataracte
- Signé Johnny Butterfly
- Les Menus Plaisirs
- La Grille
- La Marchande de couleurs
- Gladys
- Cork
- Les Temps qui courent
- Jasper chez une dame
- Romiette et Julot

## Filmographie

### Cinéma

#### En tant qu'acteur
- 1974 : Archifixation de Guénolé Azerthiope
- 1978 : Confidences pour confidences de Pascal Thomas
- 1981 : Une étrange affaire de Pierre Granier-Deferre
- 1981 : Celles qu'on n'a pas eues de Pascal Thomas
- 1985 : Le Mariage du siècle de Philippe Galland
- 1986 : Zone rouge de Robert Enrico
- 1988 : L'Étudiante de Claude Pinoteau
- 1989 : Zanzibar de Christine Pascal
- 1991 : La Neige et le Feu de Claude Pinoteau
- 1992 : Le Zèbre de Jean Poiret : Grégoire
- 1992 : Les Mamies d'Annick Lanoë
- 1993 : Les Ténors de Francis de Gueltzl
- 1994 : La Machine de François Dupeyron
- 1995 : Parenthèses, court-métrage de Philip Mattéaccioli
- 1996 : Le Jaguar de Francis Veber
- 1996 : Le Dernier des Pélicans de Marco Pico
- 1997 : La Ballade de Titus de Vincent de Brus
- 1998 : Les Couloirs du temps : Les Visiteurs 2 de Jean-Marie Poiré : le capitaine Batardet
- 1998 : Le Dîner de cons de Francis Veber : Sorbier
- 1998 : Bimboland d'Ariel Zeitoun
- 1999 : Sang-timent, court métrage de Nathalie Aussant
- 2001 : J'me souviens plus, court-métrage d'Alain Doutey
- 2002 : Le Cœur sur la main, court-métrage de Marie-Anne Chazel
- 2002 : Façade, court-métrage de Guy Mazarguil
- 2003 : Corps à corps de François Hanss
- 2003 : Bienvenue chez les Rozes de Francis Palluau
- 2004 : Au secours, j'ai 30 ans ! de Marie-Anne Chazel
- 2004 : Un long dimanche de fiançailles de Jean-Pierre Jeunet
- 2006 : Jean-Philippe de Laurent Tuel : Michel
- 2006 : Poltergay d'Éric Lavaine
- 2008 : Ça se soigne ? de Laurent Chouchan : le docteur Touffion
- 2008 : Musée haut, musée bas de Jean-Michel Ribes : un gardien du musée André-Malraux
- 2014 : Brèves de comptoir de Jean-Michel Ribes
- 2015 : Marguerite de Xavier Giannoli

#### En tant que scénariste
- 1992 : Le Coup suprême de Jean-Pierre Sentier

### Télévision
- 1976 : Adios d'André Michel : le mécanicien
- 1977 : Un comique né de Michel Polac : Jacques Dumazedier alias Marin Mousset
- 1979 : Commissaire Moulin, épisode Les Brebis égarées de Claude Boissol : Lannelongue
- 1980 : Il me faut un million de Gérard Chouchan : Daniel
- 1984 : L'Appartement de Dominique Giuliani : Pierre Chausson
- 1985 : Le Diamant de Salisbury de Christiane Spiero : Antoine
- 1985 : L'Épi d'or de Fabrice Cazeneuve : le médecin
- 1986 : L'amour à la lettre de Gérard Gozlan : Philippe Lecruz
- 1987 : Julien Fontanes, magistrat, épisode 10 petites bougies noires de Christiane Spiero : le reporter de TF1
- 1990 : L'Ami Giono, épisode Ivan Ivanovitch Kossiakoff de Fabrice Cazeneuve : le soldat Jean
- 1990 : Renseignements généraux, épisode Témoins en péril de Philippe Lefebvre : le docteur
- 1990 : Migraines de Luc-Antoine Diquéro, réalisation Emmanuel Fonlladosa
- 1990 : Moi, général de Gaulle de Denys Granier-Deferre : le metteur en scène
- 1991 : Trois partout, mise en scène Pierre Mondy, réalisation André Flédérick
- 1992 : Vacances au purgatoire de Marc Simenon
- 1993 : Julie Lescaut, épisode Harcélements de Caroline Huppert : Le Herpeur
- 1993 : Contrôle d'identité de Peter Kassovitz : le consul Charles Cobour
- 1994 : Le Cascadeur, épisode Le Grand Cirque d'Alain-Michel Blanc : Jean Bernard
- 1994 : Éclats de famille de Didier Grousset : Leclair
- 1995 : Quatre pour un loyer de Georges Barrier
- 1995 : Le RIF, épisodde L'Air d'une fugue de Marco Pico : Bernard Lessur
- 1996 : Brèves de comptoir, mise en scène et réalisation Jean-Michel Ribes
- 1996 : Panique au Plazza, mise en scène Pierre Mondy, réalisation Renaud Le Van Kim et Jean-Marie Poiré
- 1998 : De gré ou de force de Fabrice Cazeneuve : Charles
- 1999 : Maigret, épisode Un meurtre de première classe de Christian de Chalonge : René Bonvoisin
- 2002 : Une Ferrari pour deux de Charlotte Brändström : le motocycliste
- 2002 : Maigret, épisode Maigret chez le ministre de Christian de Chalonge : le directeur de la P.J.
- 2002 : Sœur Thérèse.com, épisode pilote de Christian Faure : le lieutenant Delveaux
- 2003 : Sœur Thérèse.com, épisode Changement de régime de Christian Faure
- 2004 : Sœur Thérèse.com, épisodes Retour de flammes de Joyce Buñuel et Sang d'encre de Didier Grousset
- 2004 : Nos vies rêvées de Fabrice Cazeneuve : le propriétaire du café-théâtre
- 2005 : Louis la Brocante, épisode Louis et le Messager des sables d'Alain-Michel Blanc : Lucien
- 2006 : Sœur Thérèse.com, épisodes Péché de gourmandise d'Alain Schwartzstein et De main de maître de Christian François
- 2006 : Le Cri de Hervé Baslé : Monsieur A
- 2006 : Camping Paradis, épisode pilote de Didier Albert : Jean-Pierre
- 2007 : Hubert et le Chien de Laurence Katrian
- 2008 : Camping Paradis, épisode Lorsque l'enfant paraît de Philippe Proteau
- 2009 : Camping Paradis, épisodes L'Oncle d'Amérique et Baignade interdite de Philippe Proteau
- 2009 : La Maison du lac, mise en scène Stéphane Hillel, réalisation Dominique Thiel
- 2011 : La Cage aux folles de Jean Poiret, réalisation Dominique Thiel
- 2011 : Bienvenue à Bouchon de Luc Béraud
- 2012 : Je vous présente ma femme d'Élisabeth Rappeneau : Raymond

## Doublage

### Cinéma

#### Films
- 1999 : Star Wars, épisode I : La Menace fantôme : Ki-Adi-Mundi (Silas Carson)

## Distinctions
- 2004 : nomination pour le Molière du comédien pour Des cailloux plein les poches